# ورنس
ورنس (بالإنجليزية: Wrens, Georgia)‏ هي مدينة تقع في مقاطعة جيفرسون بولاية جورجيا في الولايات المتحدة. تبلغ مساحة هذه المدينة 7.9 (كم²)، وترتفع عن سطح البحر 124 م، بلغ عدد سكانها 2187 نسمة في عام 2010 حسب إحصاء مكتب تعداد الولايات المتحدة.

## وصلات خارجية
- Cities & Counties - Georgia.gov